# Ordre de bataille du débarquement de Normandie

## Alliés

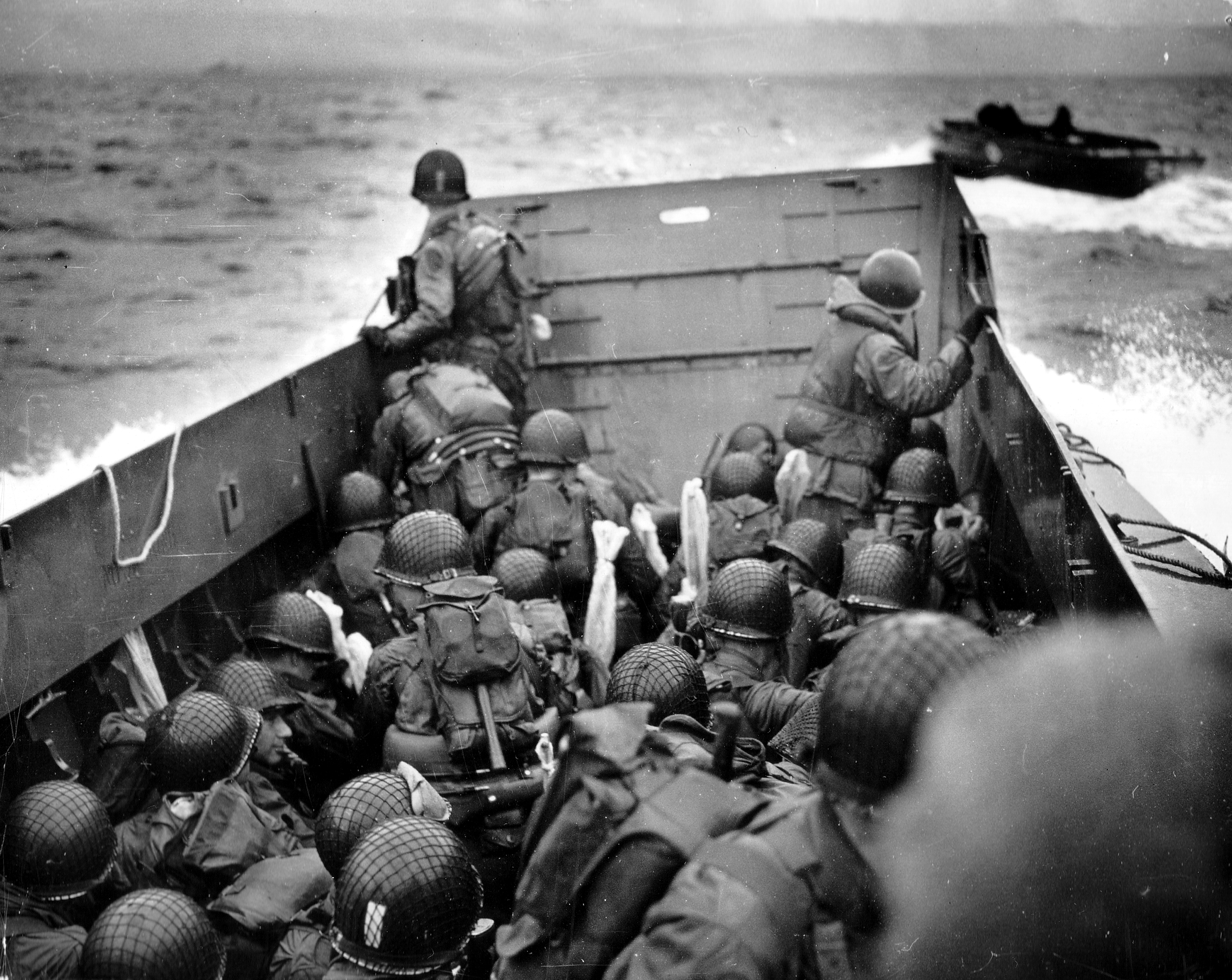
Soldats américains dans une barge de débarquement. Le paquetage du GI de 30 kg comprend notamment le casque M1 avec son filet de camouflage, la, des brodequins en cuir fauve, un fusil M1 Garand, un ceinturon cartouchière et un havresac contenant des vêtements de rechange, une trousse de toilette, un nécessaire d'entretien du fusil, une pelle de tranchée, une journée de ration, des sacs à vomi, 10 comprimés contre le mal de mer, 200 francs AMGOT et un petit phrasebook anglais-français.

### Divisions engagées
L'ordre de bataille était approximativement le suivant :
- Le 1st Special Service Brigade comprenant les commandos britanniques No. 3, No. 4, No. 6 et No. 45 (RM) débarquent à Ouistreham dans le secteur Queen Red (à l'extrême gauche). Les hommes du Commando No.4 sont renforcés par le 1st Troop et le 8e Troop (dont les 177 fusiliers marins français du commandant Kieffer) des 10e commandos interalliés.
- La 3e division d'infanterie britannique et la 27e brigade cuirassée (en) à Sword Beach, de Ouistreham à Lion-sur-Mer.
- 41e (RM) commando (de la 4e Special Service Brigade avec les 46e (RM), 47e (RM) et 48e(RM) commandos), débarque à la droite de Sword Beach.
- La 3e division d'infanterie et la 2e brigade blindée de l'armée canadienne, la 2de brigade cuirassée et le 48e (RM) commando à Juno Beach, entre Saint-Aubin-sur-Mer et Courseulles-sur-Mer.
- Le 46e (RM) commando à Juno doit escalader la falaise à gauche de l'estuaire de l'Orne et y détruire une batterie (la puissance de feu de cette batterie étant apparue comme négligeable, le 46e commando est mis de côté comme une réserve flottante et débarque à J + 1).
- La 50e division britannique et la 8e brigade cuirassée à Gold Beach, de La Rivière à Arromanches.
- Le 47e (RM) commando sur le flanc ouest de Gold Beach.
- Le 5e Corps US (1re division d'infanterie et 29e division d'infanterie) de l'US Army à Omaha Beach, de Sainte-Honorine-des-Pertes à Vierville-sur-Mer.
- Le 2e bataillon de rangers US (intégré au 5e corps, trois compagnies à la pointe du Hoc, les trois autres à Omaha Beach).
- Le 7e corps US (4e division d'infanterie plus d'autres éléments) à Utah Beach, autour de Pouppeville et La Madeleine.

### Forces navales
Le commandement général de la Force navale expéditionnaire alliée, incluant le transport des troupes et l'appui feu naval sur les côtes, est assuré par l'amiral britannique Bertram Ramsay qui a été le responsable de la planification du débarquement en Afrique du Nord en 1942 et dont l'une des deux flottes participa au débarquement en Sicile l'année suivante. Cette force navale était divisée en deux Naval Task Forces :
- une occidentale commandée par le contre-amiral américain Alan Kirk ;
- une orientale commandée par le contre-amiral britannique Philip Vian, vétéran du débarquement en Italie.

La flotte d'invasion était composée de 6 939 navires (1 213 navires de guerre, 4 126 navires de transport et 1 600 navires de soutien, dont de nombreux navires marchands) provenant de huit marines différentes (principalement l'US Navy et la Royal Navy, mais également plusieurs navires des flottes de pays du Commonwealth, de l'armée française de la Libération, de la marine royale norvégienne, de la Marine de guerre hellénique des cargos armés des marines marchandes polonaise, néerlandaise, belge et danoise).

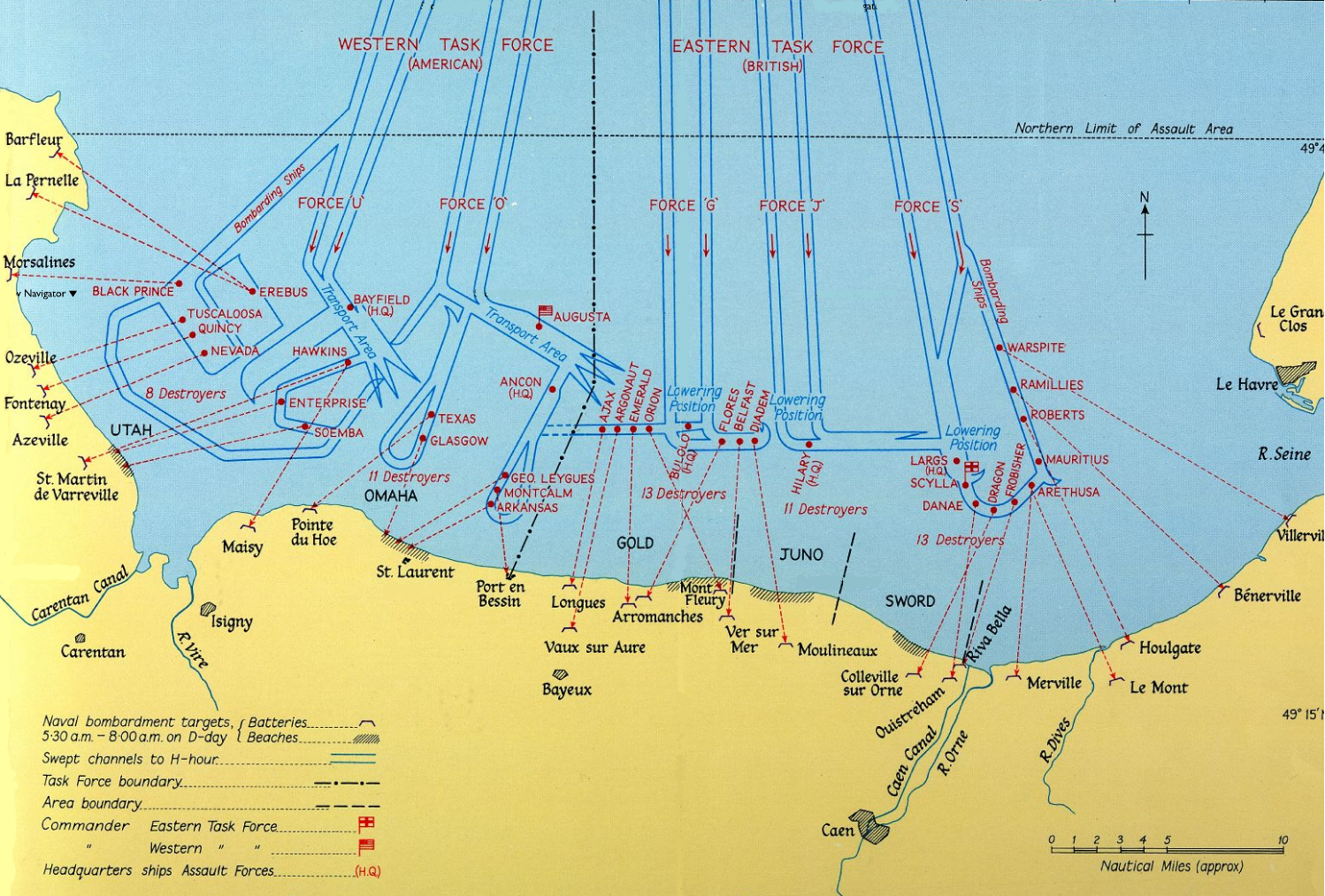
Les plages du débarquement, avec la position des navires de ligne

- La Western Task Force (occidentale) de l'US Navy. Elle réunissait 1 700 navires de débarquement, appuyés par 3 cuirassés (l'USS Arkansas, l'USS Nevada, l'USS Texas), 9 croiseurs dont l'USS Augusta (navire amiral du contre-amiral Alan Kirk où le lieutenant-général Omar Bradley est embarqué) et ceux de l'armée française de la Libération, le Georges Leygues et le Montcalm (navire amiral du contre-amiral Robert Jaujard), 1 canonnière, 19 destroyers et plusieurs dizaines d'escorteurs et dragueurs.
- L'Eastern Task Force (orientale) de la Royal Navy. Elle alignait 2 426 navires de débarquement, 3 cuirassés (Le HMS Rodney, le HMS Ramillies et le HMS Warspite), 11 croiseurs dont le HMS Scylla (navire amiral du contre-amiral Philip Vian), 1 canonnière et 37 destroyers dont La Combattante des forces françaises combattantes et plusieurs dizaines de bâtiments légers.

Les forces alliées réservèrent à l'appui-feu direct des plages de débarquement un ensemble de 5 cuirassés, 20 croiseurs, 148 destroyers et près de 350 chalands de débarquement équipés pour la circonstance de roquettes, de canons ou de pièces antiaériennes pour le soutien direct et l'appui feu des troupes au plus près des plages de débarquement.
Cet appui-feu des bâtiments alliés se poursuivit les jours suivants, même une fois les plages prises, principalement pour réduire des batteries, de l'artillerie ou des unités allemandes situées plus à l'intérieur des terres, le feu étant alors déclenché sur demande des troupes alliées au sol.

#### Forces navales allemandes
À 5 h 10, quatre Schnellboot allemands ont atteint la Force opérationnelle de l'Est et ont lancé quinze torpilles, coulant le destroyer norvégien HNoMS Svenner au large de Sword Beach, mais manquant les cuirassés britanniques HMS Warspite et Ramillies. Après avoir attaqué, les navires allemands ont fait demi-tour et se sont enfuis vers l'est dans un écran de fumée qui avait été envoyé par la RAF pour protéger la flotte de la batterie à longue portée du Havre. Les pertes alliées contre des mines comprenaient le destroyer américain USS Corry au large de Utah, le destroyer HMS Wrestler (en) est mis hors d'état de combattre par une mine dans le secteur de Juno, un chasseur de sous-marin USS PC-1261 et un patrouilleur de 173 pieds. En outre, de nombreuses péniches de débarquement ont été perdues à cause des mines.

### Forces aériennes
L'aviation alliée apportait aussi son appui à l'opération Neptune. En assurant une couverture constante au-dessus de la flotte de débarquement et des plages, et surtout en complétant la préparation navale par un tapis de 4 000 tonnes de bombes sur les principaux sites de débarquement (avec plus ou moins de succès, très efficaces à Utah Beach mais un échec à Omaha Beach).
Pour le jour J, l'Air chief marshal Sir Trafford Leigh-Mallory disposait de 7 500 avions de reconnaissance, chasseurs et bombardiers légers, qui, le cas échéant, pouvaient être renforcés par 3 500 avions de l'aviation de bombardement stratégique du Bomber Command.
Les Alliés ne disposeront de leur première piste d'aviation en Normandie que le 12 juin près d'Utah Beach, la prise de Caen et de l'aérodrome de Carpiquet dans les premiers jours de la bataille ayant échoué (voir bataille de Caen).

## Allemands
L'Allemagne avait à sa disposition cinquante divisions en France et aux Pays-Bas, avec dix-huit autres stationnées au Danemark et en Norvège. Quinze divisions étaient en cours de formation en Allemagne. Les pertes de combat tout au long de la guerre, en particulier sur le front de l'Est, signifiaient que les Allemands n'avaient plus de vivier de jeunes hommes capables. Les soldats allemands avaient désormais en moyenne six ans de plus que leurs homologues alliés. Beaucoup dans la région de Normandie étaient des Ostlegionen (légions orientales) — des conscrits et des volontaires de Russie, de Mongolie et d'autres régions de l'Union soviétique. Ils ont reçu principalement du matériel capturé et peu fiable ; ils manquaient de moyens de transport motorisés,. De nombreuses unités allemandes étaient en sous-effectif.
Au début de 1944, l'OB West a été considérablement affaibli par les transferts de personnel et de matériel vers le front de l'Est. Au cours de l'offensive soviétique Dniepr–Carpates (24 décembre 1943 - 17 avril 1944), le haut commandement allemand a été contraint de transférer l'ensemble du 2e SS-Panzerkorps de France, composé des 9e Panzerdivision SS Hohenstaufen et 10e Panzerdivision SS Frundsberg, ainsi que de la 349e division d'infanterie, 507e bataillon de Panzer lourds et les 311e et 322e brigade d’assaut StuG. Au total, les forces allemandes stationnées en France ont été privées de 45 827 soldats et 363 chars, canons d'assaut et canons antichars automoteurs. Il s'agissait du premier transfert majeur de forces de la France vers l'Est depuis la création de la directive 51 du Führer, qui ne permettait plus aucun transfert de l'Ouest vers l'Est.
La 1re division SS Leibstandarte SS Adolf Hitler, les 9e, 11e, 19e et 116e divisions Panzer, aux côtés de la 2e division SS Das Reich, n'étaient arrivées qu'en mars-mai 1944 en France pour un vaste carénage après avoir été gravement endommagées pendant l'offensive Dniepr-Carpates. Sept des onze divisions panzer ou panzergrenadier stationnées en France n'étaient toujours pas pleinement opérationnelles ou seulement partiellement mobiles au début de juin 1944.
Adolf Hitler était le commandant suprême allemand. Sous ses ordres se trouvaient :
- Oberbefehlshaber West (commandant suprême Ouest ; OB Ouest) : maréchal Gerd von Rundstedt

1. Groupe d'armées B : le maréchal Erwin Rommel
  - 7e armée : le Generaloberst Friedrich Dollmann à la tête de 15 divisions (unités couvrant la Normandie et la Bretagne, partiellement déployées le 6 juin)
    - Corps LXXXIV sous le commandement du General der Artillerie Erich Marcks
2. (Panzer Group West : général Leo Geyr von Schweppenburg)

### Péninsule du Cotentin
Les forces alliées attaquant Utah Beach ont affronté les unités allemandes suivantes stationnées dans la péninsule du Cotentin :
- La 709e division d'infanterie commandée par le Generalleutnant Karl-Wilhelm von Schlieben. Elle comptait 12 320 hommes, dont beaucoup d'Ostlegionen (appelés non allemands recrutés parmi les prisonniers de guerre soviétiques, les Géorgiens et les Polonais).
  - 729e Grenadier Regiment
  - 739e Grenadier Regiment
  - 919e Grenadier Regiment

### Secteur deGrandcamp
Les Américains attaquant Omaha Beach ont affronté les troupes suivantes :
- La 352e division d'infanterie du Generalleutnant Dietrich Kraiss, une unité à pleine puissance d'environ 12 000 soldats envoyée par Rommel le 15 mars et renforcée par deux régiments supplémentaires.
  - 914e Grenadier Regiment
  - 915e Grenadier Regiment (comme réserves)
  - 916e Grenadier Regiment
  - 726e régiment d'infanterie (de la 716e division d'infanterie)
  - 352e régiment d'artillerie

Les forces alliées à Gold et Juno ont affronté les éléments suivants de la 352e division d'infanterie :
- 914e Grenadier Regiment
- 915e Grenadier Regiment
- 916e Grenadier Regiment
- 352e régiment d'artillerie

### Forces autour de Caen
Les forces alliées attaquant Gold, Juno et Sword ont affronté les unités allemandes suivantes :
- La 716e division d'infanterie du Generalleutnant Wilhelm Richter. Avec 7 000 soldats, la division était considérablement sous-armée.
  - 736e régiment d'infanterie
  - 1716e régiment d'artillerie
- La 21e Panzerdivision, (au Sud de Caen), sous le commandement du Generalmajor Edgar Feuchtinger, comprenait 146 chars et 50 canons d'assaut, plus de l'infanterie et de l'artillerie de soutien.
  - 100e Panzer Regiment (à Falaise sous Hermann von Oppeln-Bronikowski ; renommé 22e Panzer Regiment en mai 1944 pour éviter toute confusion avec le 100e bataillon Panzer)
  - 125e régiment Panzergrenadier (sous Hans von Luck à partir d'avril 1944)
  - 192e régiment Panzergrenadier
  - 155e Panzer Artillerie Regiment

## Participation française
Un peu plus de 3 000 Français ont participé à l'opération Neptune le 6 juin 1944, soit près de 2 % des effectifs engagés par les Alliés.
Forces au sol (215 hommes) :
- 36 parachutistes français du 4e SAS / 2e RCP sont largués dans les Côtes-d'Armor et dans le Morbihan dans la nuit du 5 au 6 juin 1944[8]. Quelques autres parachutistes du 3e SAS/3e RCP ont été aussi largués en Normandie le 6 juin 1944 au sein de la 6th Airborne britannique.
- 177 marins du Ier Bataillon de Fusiliers marins Commandos, dirigés par le commandant Kieffer, débarquent au matin du 6 juin sur Sword Beach.

Forces aériennes (227 pilotes et personnels d'équipage) :
- Le Squadron 329 (groupe de chasse «Cigognes») : ses Spitfire assurent la couverture aérienne dans les secteurs de Juno et Gold Beach, ainsi qu'entre Caen et Bayeux.
- Le Squadron 340 (groupe de chasse «Ile-de-France») : ses Spitfire assurent la couverture aérienne dans le secteur de Sword Beach.
- Le Squadron 341 (groupe de chasse «Alsace») : ses Spitfire assurent la couverture aérienne sur le flanc Est du débarquement, entre Caen et Deauville.
- Le Squadron 345 (groupe de chasse «Berry») : ses Spitfire assurent la couverture aérienne dans le secteur d'Utah Beach.
- Le Squadron 346 (groupe de bombardement «Guyenne») : dans la nuit du 5 au 6 juin 1944, ses Halifax participent au bombardement des batteries allemandes de Grandcamp-Maisy dont les canons surplombent la baie des Veys.
- Le Squadron 342 (groupe de bombardement «Lorraine»)[9] : au matin du 6 juin, ses Boston larguent des fumigènes le long des plages d'Utah Beach pour masquer l'arrivée des premières barges de débarquement.

Contrairement à ce qui est parfois affirmé, le Squadron 347 (groupe de bombardement «Tunisie») n'est pas intervenu le 6 juin 1944, mais quelques jours après seulement.
Forces navales (2 600 marins) :
- Les croiseurs Montcalm et Georges Leygues (devant Omaha Beach)[10] et le torpilleur La Combattante (devant Juno Beach)[11], ont appuyé directement par leurs tirs d'artillerie les troupes de débarquement[12].
- D'autres navires français ont escorté jusqu'aux plages les convois de débarquement ou de renfort : les corvettes Aconit et Renoncule dans le secteur d'Utah Beach ; les frégates L'Escarmouche et L'Aventure avec la corvette Roselys dans le secteur d'Omaha Beach ; les frégates La Surprise et La Découverte dans le secteur de Gold Beach, la corvette Commandant d'Estienne d'Orves dans le secteur de Juno Beach.
- Le chasseur de sous-marins no 12 Bénodet, au large de Gold et Juno Beach.

Contrairement à ce qui est parfois affirmé, un seul chasseur de sous-marins est entré en action le 6 juin 1944. Les chasseurs no 10, 11, 13, 14, 15 et 41 n'interviennent que dans les jours qui suivent, tout comme les vedettes rapides de la 23e Flottille de MTB.